# Pachetra incana
Pachetra incana là một loài bướm đêm trong họ Noctuidae.